# Gornji Sređani
Gornji Sređani (1900-ig Sređani Rimski, régi magyar neve Pekerszerdahely) falu Horvátországban Belovár-Bilogora megyében. Közigazgatásilag Dežanovachoz tartozik.

## Fekvése
Belovártól légvonalban 48, közúton 64 km-re délkeletre, Daruvártól légvonalban 9, közúton 10 km-re délnyugatra, községközpontjától 10 km-re délkeletre, Nyugat-Szlavóniában, a Biela jobb oldali mellékvize a Dabrovica-patak bal partja feletti enyhe magaslaton fekszik. A hullámos terület dél felé kissé meredekebben lejt. A bőséges csapadékmennyiség miatt kiterjedt vízhálózattal rendelkezik, melyek közül a legkjelentősebb a Bijela. A Bijela két mellékvize a Dabrovica és a Prespa is átfolyik a település határán.

## Története
Sređani története a régmúltban gyökekezik. Az itt talált régészeti leletek alapján ez a terület már a római korban is lakott volt. Középkori története a 13. századtól követhető a fennmaradt írásios dokumentumok alapján. A helyén állt középkori települést Pekerszerdahelynek nevezték. Innen kapta nevét a Pekry család, mely a 14. század elején két testvér, Péter és Pál után két ágra szakadt. A két testvér közül Péter a Peker (régiesen Pukur, ma Biela) folyótól északra eső területet kapta birtokul, Pál pedig a délit. Az előbbi birtokrészt Petrovinának (innen a család előneve), az utóbbit pedig Paulovinának nevezték el. Petrovinát 1495-ben, 1507-ben és 1517-ben is említik több birtokossal feudális birtokként. 1501-ben említik Szent Péter plébániáját és Mihály nevű plébánosát is.
Pekerszerdahely a 15. században a Maróti, majd a Kanizsai család birtoka volt. 1447-ben említik itt a Maróti család kastélyát. A birtokon 1460 előtt ágoston rendi szerzetesek telepedtek meg. 1476-ban már oppidum volt. A kolostor 1495-ben 35 adózó portával rendelkezett. Összesen 155 portával lékekszámát tekintve Monoszló mögött Kőrös vármegye második legnagyobb települése volt. A települést 1542-ben foglalta el a török és helye több, mint száz évig pusztaság volt.
A térség a 17. század végén szabadult fel a török uralom alól. A teljesen kihalt területre a parlagon heverő földek megművelése és a határvédelem céljából a 18. század első felében Gorski kotar és Lika területéről telepítettek be új, horvát anyanyelvű lakosságot. A települést az első katonai felmérés térképén „Dorf Catho. Szrediani” néven találjuk.
Lipszky János 1808-ban Budán kiadott repertóriumában „Szregyani (Gornyi)” néven szerepel. Nagy Lajos 1829-ben kiadott művében „Szregyane (Gorni)” néven 36 házzal és 298 katolikus vallású lakossal találjuk.
A Magyar Királyságon belül Horvát–Szlavónország részeként, Pozsega vármegye Pakráci járásának része volt. 1857-ben 211, 1910-ben 444 lakosa volt. A 19. század végén és a 20. század elején (1861 és 1909 között) az olcsó földterületek miatt és a jobb megélhetés reményében jelentős számú cseh és magyar lakosság telepedett le itt. 1910-ben a népszámlálás adatai szerint lakosságának 37%-a cseh, 30%-a magyar, 28%-a horvát anyanyelvű volt. Az első világháború után 1918-ban az új szerb-horvát-szlovén állam, majd később (1929-ben) Jugoszlávia része lett.
1941 és 1945 között a németbarát Független Horvát Államhoz, háború után a település a szocialista Jugoszláviához tartozott. A település 1991-től a független Horvátország része. 1991-ben lakosságának 51%-a horvát, 36%-a cseh nemzetiségű volt. 2011-ben a településnek 265 lakosa volt, akik főként mezőgazdasággal, állattartással foglalkoztak.

## Lakossága
| Lakosság változása | Lakosság változása | Lakosság változása | Lakosság változása | Lakosság változása | Lakosság változása | Lakosság változása | Lakosság változása | Lakosság változása | Lakosság változása | Lakosság változása | Lakosság változása | Lakosság változása | Lakosság változása | Lakosság változása | Lakosság változása |
| ------------------ | ------------------ | ------------------ | ------------------ | ------------------ | ------------------ | ------------------ | ------------------ | ------------------ | ------------------ | ------------------ | ------------------ | ------------------ | ------------------ | ------------------ | ------------------ |
| 1857               | 1869               | 1880               | 1890               | 1900               | 1910               | 1921               | 1931               | 1948               | 1953               | 1961               | 1971               | 1981               | 1991               | 2001               | 2011               |
| 211                | 276                | 318                | 418                | 445                | 444                | 491                | 536                | 532                | 510                | 462                | 437                | 392                | 329                | 295                | 265                |

## Nevezetességei
- Gornji Sređani és Badljevina között a Zidine nevű helyen állt a középkorban az ágoston rendi szerzetesek Háromkirályok kolostora. A kolostorról nagyon kevés adat maradt fenn, helyét a 20. század elején végzett két ásatás sem tisztázta. A neves horvát történész Gjuro Szabo említi, hogy ezen a helyen két erődítmény is állt. Az egyiket sánc övezte, míg a másik valószínűleg csak egy téglából épített torony volt. A korabeli források alapján Szabó azt is feltételezte, hogy az eddig fel nem tárt területen egy kápolna is állt, ahova a Pekry család temetkezett.
- Andrija Frank említ egy másik helyet is, melyet a nép Crkvište, illetve Gradina névvel illet. Frank feltételezése szerint itt a középkorban vár, kolostor, vagy templom állott. Egy sor tárgyat is említ, melyet ennek a helynek a közelében találtak. Az itt talált gyertyatartók és a sírok nagy száma alapján inkább kolostor, vagy templom lehetett. A hely közelében egy nagy mocsár található, melynek közelében levő kútban a helyiek elbeszélése szerint három harang volt elrejtve. Frank ez alapján arra következtetett, hogy itt állt egykor a Háromkirályok kolostor. A harangokat a török távozása után találták a közeli Badljevina lakói. Az elsőt a badljevinai templomba, a másodikat Trojeglavára vitték, a harmadik azonban olyan nehéz volt, hogy a kötél elszakadt és a harang olyan mélyen merült a kútba, hogy többé nem tudták kivenni.
- Egykori várkastélyát 1447-ben említik a Maróti család birtokaként. Valószínűleg Badljevina mellett nyugatra Sredjani környékén állt, pontos helye nem ismert.
- Szent Máté evangélista tiszteletére szentelt római katolikus kápolnája 1924-ben épült. 1926-ban szentelték fel. A közelében a temető területén már 1757-ben állt egy fából épített, torony nélküli kápolna. 1791-ben új kápolnát építettek, mely még 1926-ban is használatban volt.

## Oktatás
A település iskoláját 1897-ben építették Donji és Gornji Sređani gyermekei számára. Első tanítója Franjo Vilfing volt. Az iskola Vladimir Nazor nevét viseli. Ma mintegy 20 alsó tagozatos tanuló jár ide.

## Sport
Az NK Mlinar labdarúgóklubot 1982-ben alapították. Nevét az akkori malomtulajdonos Franjo Bedi tiszteletére adták, aki a klub egyik fő szponzora volt. A megyei második osztályban szerepel.